# Samsung Securities Cup 2009
La Samsung Securities Cup 2009 è stato un torneo professionistico di tennis maschile giocato sul cemento, che faceva parte dell'ATP Challenger Tour 2009. Si è giocato a Seul in Corea del Sud dal 26 ottobre al 1º novembre 2009.

## Partecipanti

### Teste di serie
| Nazionalità   | Giocatore        | Ranking* | Testa di serie |
| ------------- | ---------------- | -------- | -------------- |
| Cipro         | Marcos Baghdatis | 66       | 1              |
| Taipei cinese | Lu Yen-hsun      | 102      | 2              |
| Paesi Bassi   | Thiemo de Bakker | 113      | 3              |
| India         | Somdev Devvarman | 124      | 4              |
| Slovacchia    | Lukáš Lacko      | 127      | 5              |
| Corea del Sud | Hyung-Taik Lee   | 136      | 6              |
| Israele       | Harel Levy       | 137      | 7              |
| Thailandia    | Danai Udomchoke  | 139      | 8              |
| Giappone      | Gō Soeda         | 156      | 9              |

- Ranking al 19 ottobre 2009.

### Altri partecipanti
Giocatori che hanno ricevuto una wild card:
- Cho Soong-yae
- Kim Sun-yong
- Lim Yong-kyu
- Noh Sang-woo

Giocatori passati dalle qualificazioni:
- Matthias Bachinger
- Greg Jones (Lucky Loser)
- Frederik Nielsen
- Igor Sijsling
- Takao Suzuki

## Campioni

### Singolare
Lukáš Lacko ha battuto in finale  Dušan Lojda con il punteggio di 6–4, 6–2

### Doppio
Rik De Voest /  Lu Yen-hsun hanno battuto in finale  Sanchai Ratiwatana /  Sonchat Ratiwatana con il punteggio di 7–6(5), 3–6, [10–6]